# Grodkowo (Wydminy)
Grodkowo (deutsch Maxhof) ist ein kleiner Ort in der polnischen Woiwodschaft Ermland-Masuren und gehört zur Landgemeinde Wydminy (Widminnen) im Powiat Giżycki (Kreis Lötzen).

## Geographische Lage
Grodkowo liegt in der östlichen Mitte der Woiwodschaft Ermland-Masuren, 13 Kilometer südöstlich der Kreisstadt Giżycko (Lötzen). An der südlichen Ortsgrenze verläuft die Bahnstrecke Głomno–Białystok.

## Geschichte
Die heutige Siedlung (polnisch osada) bestand ursprünglich lediglich aus einem großen Hof. Im Jahre 1858 wurde der dann Maxhof genannte Ort gegründet. Er war bis 1945 Wohnplatz innerhalb der Gemeinde Schedlisken (1938 bis 1945 Dankfelde, polnisch Siedliska) innerhalb des Kreises Lötzen im Regierungsbezirk Gumbinnen (1905 bis 1945: Regierungsbezirk Allenstein) der preußischen Provinz Ostpreußen. Der kleine Ort, der im Jahre 1905 nur 35 Einwohner zählte, gehörte von 1874 bis 1945 zum Standesamt Staßwinnen (1938 bis 1945 Eisermühl, polnisch Staświny).
In Kriegsfolge kam der Ort im Jahre 1945 mit dem gesamten südlichen Ostpreußen zu Polen und heißt seitdem „Grodkowo“. Die Siedlung ist heute dem Schulzenamt (polnisch sołectwo) Sucholaski (Sucholasken, 1935 bis 1945 Rauschenwalde) zugeordnet und ist dementsprechend eine Ortschaft im Verbund der Landgemeinde Wydminy (Widminnen) im Powiat Giżycki (Kreis Lötzen), vor 1998 der Woiwodschaft Suwałki, seither der Woiwodschaft Ermland-Masuren zugehörig.

## Religionen
Bis 1945 war Maxhof in die evangelische Kirche Milken in der Kirchenprovinz Ostpreußen der Kirche der Altpreußischen Union und in die katholische Pfarrkirche St. Bruno Lötzen im Bistum Ermland eingepfarrt.
Heute gehört Grodkowo zur evangelischen Kirche in Wydminy, einer Filialkirche der Pfarrei Giżycko in der Diözese Masuren der Evangelisch-Augsburgischen Kirche in Polen, bzw. zur katholischen Pfarrkirche in Wydminy im Bistum Ełk der Römisch-katholischen Kirche in Polen.

## Verkehr
Grodkowo liegt an einer Nebenstraße, die zwischen Siedliska (Schedlisken, 1938 bis 1945 Dankfelde) und Sucholaski (Sucholasken, 1935 bis 1945 Rauschenwalde) von der Woiwodschaftsstraße DW 655 abzweigt und nach Dudka (Schraderswert) führt. Die nächsten Bahnstation ist Siedliska an der Bahnstrecke Głomno–Białystok.